# Amerikanischer Kalmus
Der Amerikanische Kalmus (Acorus americanus) ist eine Sumpfpflanze, die in den Vereinigten Staaten und Kanada heimisch ist.

## Beschreibung
Diese ausdauernde krautige Pflanze erreicht Wuchshöhen von etwa 80 cm. Direkt aus den Rhizomen entspringen die hellgrünen, schwertförmige Laubblätter, die an der Basis scheidenartig ineinander liegen. Ferner haben die Blätter zwei bis sechs angehobene Adern und eine verdickte Mitte, wenn sie im Querschnitt betrachtet werden. Das Laub hat ein zitrusähnliches, würziges Aroma und kann verwendet werden, um Bier zu würzen.
Es handelt sich um eine Blütenpflanze mit unauffälligen Blüten, die auf einem scheinbar seitenständigen Kolben (einer verdickten, fleischigen Blütenstandsachse) angeordnet sind. Die Früchte dieser Art weisen ein geleeartiges Inneres auf. Der Amerikanische Kalmus wird in Pennsylvania als gefährdet eingestuft und ist geschützt.

## Etymologie
Der Name „Acorus“ wird vom griechischen Wort akoron hergeleitet. Dioscurides gebrauchte dieses in Ableitung von koreon (= Pupille), weil Kalmus in der Kräutermedizin zur Behandlung von Entzündungen des Auges verwendet wurde.
Der Speziesname americanus zeigt einfach an, dass dieses eine amerikanische Art der Gattung ist, die von der sehr ähnlichen europäischen und westasiatischen Spezies Acorus calamus, dem gemeinen Kalmus zu unterscheiden ist.

## Taxonomie
Der Amerikanische Kalmus wurde früher als Acorus calamus L. var. americanus Raf., Acorus calamus var. americanus (Raf.) H.Wulff eingestuft. Jedoch zeichnet sich Acorus americanus durch einen diploiden Chromosomensatz (2n = 24) aus, während Acorus calamus eine triploide, regional sterile Sorte ist (2n = 36), die sich in Mitteleuropa nur asexuell verbreitet.

## Nutzung
Diese Pflanze wurde von amerikanischen Ureinwohnern und frühen europäischen Siedlern genutzt.
Als eine diploide Art der Gattung Acorus enthält sie kein β-Asaron. Asaron ist ein möglicher Vorläufer in der Synthese des psychedelischen Phenethylamins TMA-2. Diese Chemikalie ist einer der Gründe, weshalb von Kalmus abgeleitete Produkte als Nahrungsmittelzusätze in den Vereinigten Staaten verboten wurden.